# استئصال فصي إشعاعي
الاستئصال الفصي الإشعاعي شكل من أشكال العلاج بالأشعة يُستخدم في علم الأشعة التداخلي لعلاج سرطان الكبد. يُجرى للمرضى المرشحين جراحيًا للاستئصال والذين لا يمكنهم الخضوع لعملية جراحية بسبب عدم كفاية أنسجة الكبد المتبقية لديهم. يشمل الإجراء حقن حبات مشعة صغيرة محملة بالإتريوم 90 في الشريان الكبدي الذي يغذي الفص الكبدي حيث يوجد الورم. يُجرى ذلك بقصد تحفيز النمو في الفص الكبدي المقابل، ولا يختلف ذلك عن إجراء انصمام الوريد البابي.

## الاستخدامات الطبية
يُجرى الاستئصال الفصي الإشعاعي لدى الأشخاص المصابين بسرطان الكبد، بنوعيه الأولي مثل سرطانة الخلية الكبدية أو النقيلي مثل سرطانة القولون الغدية. يُعتبر الاستئصال الجراحي العلاج الشفائي الوحيد لسرطان الكبد (فضلًا عن زراعة الكبد في سرطانة الخلية الكبدية) ولكن لا يمكن إجراؤه إلا للمرضى الذين سيحتفظون بنسيج كافٍ من الكبد بعد الاستئصال (بالإضافة إلى معايير أخرى). يُجرى إصمام الوريد البابي والاستئصال الفصي الإشعاعي لدى المرضى غير المرشحين للجراحة بسبب عدم كفاية النسيج الكبدي المتبقي، الذي يُنصح بأن يكون بين 20-30% و30-40% من حجم الكبد الأصلي في الكبد السليم والكبد المُتليف، على التوالي.

### النتائج
يُعتبر الاستئصال الفصي الإشعاعي تطبيقًا جديدًا نسبيًا للإصمام الإشعاعي والنتائج المبلغ عنها جاءت بشكل أساسي على شكل دراسات مراجعة السجلات الطبية الرجعية وتقارير الحالة، دون أي دراسات مستقبلية. أبلغ معظم المؤلفين أن تضخم النسيج المتبقي من الكبد متشابه في إصمام الوريد البابي والاستئصال الفصي الإشعاعي، ويتراوح بين 10 و47% مع حالات تصل إلى 119% عند الاستئصال الفصي الإشعاعي. الفرق الرئيسي بين الاثنين الفاصل الزمني اللازم للتضخم المناسب، والذي يكون أكبر في حالة الاستئصال الفصي الإشعاعي. يتطلب إصمام الوريد البابي إطارًا زمنيًا أقصر لتحقيق نتائج مشابهة، يتراوح بين 2-6 أسابيع، في حين أن حركية تضخم الاستئصال الفصي الإشعاعي أبطأ ولكنها أكثر ثباتًا، دون وجود هضبة كبيرة (تشير بعض الدراسات إلى استمرار التضخم حتى 9 أشهر). حتى أن بعض المؤلفين أثاروا مخاوف في إصمام الوريد البابي بسبب احتمالية تطور المرض في الفصوص المعالجة وغير المعالجة في فترة السماح بالتضخم، وهو أمر أقل إثارة للقلق في حالة الاستئصال الفصي الإشعاعي بسبب تأثير العلاج على الأورام. إضافة إلى ذلك، فقد ثبت أن الاستئصال الفصي الإشعاعي يساعد في الاستئصال الجراحي في بعض الحالات عن طريق إحداث «تحول في الأوعية الدموية» لكتل الورم عن طريق النخر والانكماش بعيدًا عن عنيق الأوعية الدموية الرئيسية، ما يحول المرضى إلى حالة قابلة للاستئصال. أظهرت إحدى الدراسات بقاء 12 من أصل 13 مريضًا على قيد الحياة لمدة 600 يوم ممن تلقوا الاستئصال الفصي الإشعاعي والاستئصال اللاحق. هناك حاجة إلى مزيد من الدراسات لمقارنة نتائج البُقيا والنكس عند المرضى الذين يخضعون للاستئصال الفصي الإشعاعي مقابل الذين يخضعون لإصمام الوريد البابي.

## الآثار الجانبية
تشمل الآثار الجانبية الشائعة التعب وآلام البطن والغثيان وفقدان الشهية، وعادة ما تكون محددة ذاتيًا. تحدث متلازمة ما بعد الإصمام الإشعاعي عند 20-70% من المرضى الذين يخضعون للانصمام الإشعاعي التقليدي، ويعانون من الرجفة والقشعريرة والتعب والغثيان/القيء وآلام/إزعاج البطن و/أو الدنف وربما تغيرات الدورة الدموية، ونادرًا ما يلزم القبول في المستشفى. لسوء الحظ، فإن معظم البيانات، إن لم يكن جميعها، مستمدة من دراسات نتائج الإصمام الإشعاعي التقليدي وهناك حاجة إلى المزيد من تقييم احتمال الحدوث الفعلي وخطر متلازمة ما بعد الإصمام الإشعاعي في الاستئصال الفصي الإشعاعي.
تتمثل المضاعفات بتشكل الخراجات والمضاعفات الصفراوية (الورم الصفراوي والتهاب المرارة الناجم عن الإشعاع والتهاب الأقنية الصفراوية والنخر الصفراوي) ومضاعفات الجهاز الهضمي (الإسهال والتهاب المعدة الناجم عن الإشعاع وتقرح الجهاز الهضمي) والتهاب البنكرياس الناجم عن الإشعاع والتهاب الجلد والتهاب الرئة وقلة اللمفاويات.